# Tim Gernitz

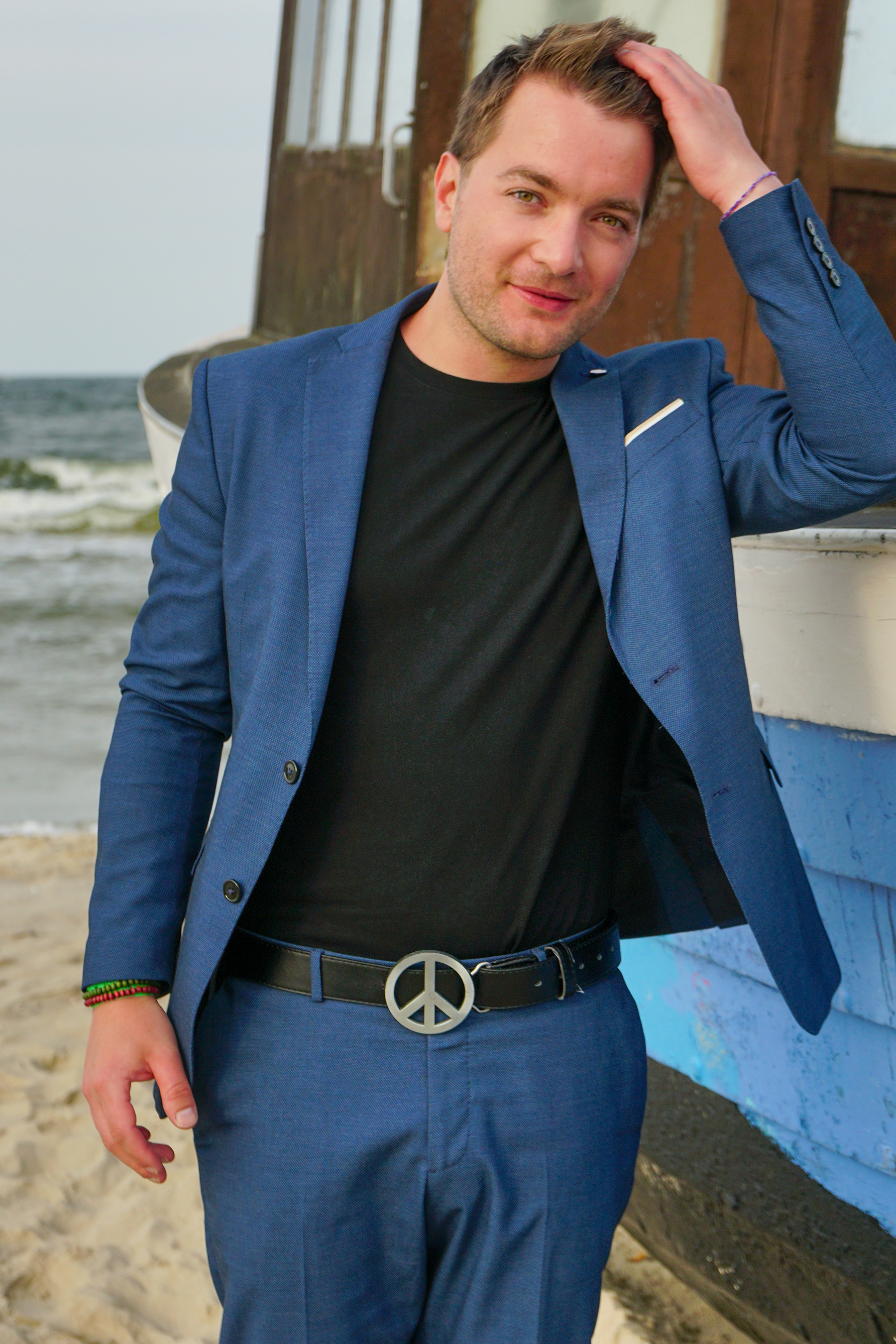
Tim Gernitz (2019)

Tim Gernitz ist ein deutscher Musiker, Schauspieler, Conférencier, Moderator, Autor und Content Creator. Größere Bekanntheit erlangte er als Sänger und Frontmann der Band Die NotenDealer.

## Leben
Tim Gernitz' Großvater, Günter Hertel (1917–1980), gründete 1948 das Collegium Musicum der Bergakademie Freiberg und stand diesem Orchester bis zu seinem frühen Tod als Dirigent, Organisator und Spiritus rector vor. Sein Vater, Peter Hertel, ist seit 1978 freiberuflich als Wissenschaftspublizist tätig.
Ab 1998 stand er erstmals am Mittelsächsischen Theater im Kinderschauspiel Die Schneekönigin auf der Bühne. Von 2004 bis 2007 lernte er unter der Leitung von Dozenten der Hochschule für Musik Carl-Maria-von-Weber (Dresden) in den Bereichen Gesang, Schauspiel und Jazz Dance an der Bühnenschule Schwarze in Nossen.
2004 gehörte Gernitz zu den Gründungsmitgliedern der Band Die NotenDealer. 2006 übernahm er zusätzlich das Management der Band. Zum Tag der Sachsen 2012 war diese u. a. mit ihrem Song Herz aus Silber der offizielle musikalische Vertreter.
2008 wurde ihm ein Stipendiat der Bürgerstiftung des Mittelsächsischen Theaters zur Förderung junger Künstler verliehen. Mit Musikern der Mittelsächsischen Philharmonie entstand 2007 aus dem Gitarren-Duo Pi mal Daumen (mit Felix Günther) die Pop-Rock-Band Taxi ans Meer.
Von Februar 2009 bis Mai 2010 war er als Regieassistent für das Musiktheater an den Landesbühnen Sachsen tätig und übernahm mehrfach die damit verbundene Abendspielleitung von Georg Friedrich Händels Acis and Galatea und Der Freischütz von Carl Maria von Weber als Schülerkonzert. 2013 schrieb und vertonte er u. a. den Sommer–Jingle des Theaters, der vor jeder Vorstellung auf der Felsenbühne Rathen für die Landesbühnen in Radebeul wirbt.
2015 beendete er erfolgreich sein Studium in den Bereichen Musikwissenschaft und Kunstgeschichte, erst an der Julius-Maximilians-Universität Würzburg, anschließend an der Exzellenz-Universität Dresden als Master of Arts. Im selben Jahr erarbeitete er mit dem Videoproduzenten Gregor Schulze von little spot das erste Musik-Image-Video Am Puls der Zeit der Exzellenz-Universität Dresden. Jeweils in einer englischen und deutschen Version präsentieren Die NotenDealer als Protagonisten im Musikvideo verschiedene Bereiche der Universität.
2016 veröffentlichte Gernitz sein erstes Solo-Album Wir ehren die Queen mit dem Produzenten Toni Paschke von studio27 im hauseigenen Label NotenDealer-Records. Die dazugehörige Bandformation trägt den Namen „TIM“, alle Texte und Kompositionen stammen aus der Feder von Tim Gernitz. Neben dem Genre Indie-Pop prägen auch Rock-Einflüsse das Album. Parallel erschien die Singleauskopplung Gold Rush mit einem in Südfrankreich produzierten Musikvideo. Im September 2015 spielte er mit den ersten Songs seines Solo-Projekts eine Tour durch New York. 2019 produzierte er mit Extreme erstmals ein gesamtes Album der NotenDealer.
2020 trat er in Florian Silbereisens Fernsehshow Die große Schlagerüberraschung auf. Dabei sang er mit Mary Roos anlässlich einer Überraschungs-Show zum Ende ihrer Tourkarriere im Duett das Lied Arizona Man.
Neben seiner Tätigkeit auf der Bühne leitet Tim Gernitz die PR- und Künstleragentur NotenDealer-Records. Die Agentur beschäftigt sich mit der Vermarktung und Koordination von Künstlern verschiedener Genres sowie der Betreuung der Wohnzimmer-Bühne Die NotenDiele in Freiberg/Dresden. Die NotenDiele wird seit 2016 von MDR Figaro als „ein Hot-Spot Mittelsachsens“ bezeichnet.
Seit 2020 existiert das Podcast-Format Die NotenDealer – Der Podcast. Dabei laden Tim Gernitz zusammen mit Felix Günther regionale und überregionale Personen des öffentlichen Lebens ein. Auftritte darin hatten u. a. Dieter Hallervorden, Giovanni Zarrella, Till Brönner, Micaela Schäfer & Julian F. M. Stoeckel. Das Konzept des Podcasts resultiert aus den Showprogrammen der NotenDealer. Beide nehmen darin u. a. die Rolle des Conférenciers ein. Seit mehreren Jahren kristallisierte sich bei Konzerten der Band ein Überschuss an Gesprächsmöglichkeiten heraus, welcher mit dem Podcast abgedeckt werden soll. Er beinhaltet eine unterhaltsame Gesprächsform mit den jeweiligen Gästen.

## Diskografie
Alben 
- 2019: Extreme (Produktion: Tim Gernitz, Mastering: Toni Paschke (studio27))
- 2017: Weihnachten in Familie (erschienen bei NotenDealer-Records)
- 2016: Wir ehren die Queen (erschienen bei NotenDealer-Records, produziert von Toni Paschke (studio27))
- 2015: Deagital (erschienen bei NotenDealer-Records)
- 2012: Dealirium (erschienen bei NotenDealer-Records)
- 2011: Leise war gestern – Live (erschienen bei NotenDealer-Records)
- 2010: Gruppentherapie (erschienen bei NotenDealer-Records)

 Singles 
- 2022: Zeit
- 2021: Küsse.
- 2020: Richtung Mond
- 2020: Alles
- 2019: Die Nacht beginnt
- 2018: Lauf
- 2017: Frau Herzschmerz
- 2017: Keiner kennt die Wahrheit (das ist die Wahrheit)
- 2016: Gold Rush (Singleauskopplung des Albums Wir ehren die Queen)
- 2006: Heiße Ware (erschienen bei NotenDealer-Records)

## Filmografie
- 2023: go-e (Stockholm)
- 2022: Wolfsland (ARD | Das Erste)
- 2022: go-e (Wien)
- 2022: WaPo Elbe (ARD)
- 2022: ZE Network mit David Hasselhoff & Henry Hübchen (RTL)
- 2022: NordVPN (Los Angeles)
- 2019: Die große Überraschungs-Show mit Florian Silbereisen (ZDF)
- 2019: TATORT Dresden 9 – Die Zeit ist gekommen (ARD)
- 2017: Olaf macht Mut (MDR)
- 2017: Die Buchhalterbox (Dresden)
- 2015: Mieten, Kaufen, Wohnen (VOX)

## Theater
- 2023: Jesus Christ Superstar – King Herodes (Mittelsächsisches Theater)
- 2019: Früher waren mehr Prinzen (Dresdner Comedy- & Theaterclub)
- 2017: Die Gartenspartaner (Das Chemnitzer Kabarett)
- 2016: Ensemble-Matinee (Staatsoperette Dresden)
- 2015: Jetzt oder nie (Das Chemnitzer Kabarett)
- 2013: Karl May Festspiele (Landesbühnen Sachsen)
- 2009: Evita (Mittelsächsisches Theater)
- 2008: Gullivers Reisen (Mittelsächsisches Theater)
- 2007: Othello (Mittelsächsisches Theater)
- 2007: Frühlingserwachen (Mittelsächsisches Theater)
- 2006: Fame (Bühnenschule Schwarze)
- 1998: Die Schneekönigin (Mittelsächsisches Theater)

## Bücher
Zivilisationsforschung 
- Die Geheimnisse alter Weltkarten – Wussten unsere Vorfahren mehr als wir?. Brighton Verlag, Framersheim 2022, ISBN 978-3958769564.
- The Easter Island – Its Invented Past. engl. Brighton Verlag, Framersheim 2022, ISBN 978-3-95876-877-2.
- Die Osterinsel – ihre erfundene Vergangenheit. Brighton Verlag, Framersheim 2022, ISBN 978-3-95876-842-0.
- Die Zukunft unserer Vergangenheit. Brighton Verlag, Framersheim 2021, ISBN 978-3-95876-778-2.
- Die Rätsel unserer Vergangenheit: Eine Weltreise auf den Spuren unserer klugen Vorfahren. Brighton Verlag, Framersheim 2018, ISBN 978-3-95876-566-5.

 Musikwissenschaft 
- Der Einfluss von Musikstreamingplattformen auf das Hörverhalten: Über die zeitgenössische Musikentwicklung. GRIN Verlag, München 2019, ISBN 978-3-668-88209-6.
- Gründe und Faktoren der unterschiedlichen Popularität von A-Capella- und Instrumentalbands. GRIN Verlag, München 2015, ISBN 978-3-656-90419-9.

## Ehrungen und Auszeichnungen
- 2024: Ehreneintrag in das „Silberne Buch“ der Silberstadt Freiberg[23]
- 2022: Stipendium des Freistaates Sachsen – Neustart Kultur – Initiative Musik[24]
- 2020: Stipendium der Kulturstiftung des Freistaates Sachsen[25]
- 2015: Publikumspreis des „So la la-Festivals“ Solingen/NRW[26]
- 2014: Ehrengast zum Jazzmandu-Musikfestival in Kathmandu/Nepal[27][28]
- 2014: Ehrenmitglied der Jugendfeuerwehr Sachsen[29]
- 2013: Kabarettpreis „Kleiner Kuckuck“, Publikumsabstimmung der Kleinkunstbühne „Zum Kuckuck“[30]
- 2013: Offizieller Partner der Eiskunstlaufweltmeister Aljona Savchenko und Robin Szolkowy[31]
- 2012: Platz 1 der Top 50 Mittelsachsen mit dem Song „Herz aus Silber“ (Die NotenDealer)[32]
- 2012: Kunst-Jugendpreis der Stadt Freiberg[33]
- 2012: Musikalischer Botschafter zum „Tag der Sachsen“[34]
- 2008: Hochschul-Stipendium der „Stiftung Mittelsächsisches Theater“[35]